# راشلي بيوكانان
راشلي بيوكانان (بالإنجليزية: Rushlee Buchanan) (و. 1988  م) هي دراجة نيوزلندية.

## التصنيف
| السنة     | 2010 | 2011 | 2012 | 2013 | 2014 | 2015 | 2016 | 2017 | 2018 | 2019 | 2020 | 2021 |
| --------- | ---- | ---- | ---- | ---- | ---- | ---- | ---- | ---- | ---- | ---- | ---- | ---- |
| تصنيف UCI | 189  | 315  | -    | -    | 276  | 582  | 286  | 209  | 145  | 579  | 453  | 955  |
|           |      |      |      |      |      |      |      |      |      |      |      |      |
| مصدر: UCI |      |      |      |      |      |      |      |      |      |      |      |      |

## سجل الفوز

### سباقات أو مراحل فاز بها
| التاريخ       | السباق                                                                | المركز                      |
| ------------- | --------------------------------------------------------------------- | --------------------------- |
| 09 يناير 2010 | سباق الطريق للسيدات في بطولة نيوزيلندا لركوب الدراجات على الطريق 2010 | الفائز في التصنيف العام     |
| 08 يناير 2011 | سباق الطريق للسيدات في بطولة نيوزيلندا لركوب الدراجات على الطريق 2011 | المركز الثالث               |
| 11 يناير 2014 | سباق الطريق للسيدات في بطولة نيوزيلندا لركوب الدراجات على الطريق 2014 | الفائز في التصنيف العام     |
| 08 يناير 2016 | سباق الدراجات ضد الساعة للسيدات في بطولة نيوزيلندا 2016               | الفائز في التصنيف العام     |
| 09 يناير 2016 | سباق الطريق للسيدات في بطولة نيوزيلندا لركوب الدراجات على الطريق 2016 | الفائز في التصنيف العام     |
| 06 يناير 2017 | سباق الدراجات ضد الساعة للسيدات في بطولة نيوزيلندا 2017               | المركز الثالث               |
| 07 يناير 2017 | بطولة نيوزيلندا لسباق الدراجات على الطريق للسيدات 2017                | الفائز في التصنيف العام     |
| 29 مايو 2017  | Winston-Salem Cycling Classic Women 2017                              | المرتبة 13 في التصنيف العام |
| 05 يناير 2018 | سباق الدراجات ضد الساعة للسيدات في بطولة نيوزيلندا 2018               | المركز الثاني               |
| 07 يونيو 2018 | جائزة غاتينو الكبرى للدراجات 2018                                     | العاشر في التصنيف العام     |
| 08 يونيو 2018 | Chrono Gatineau Woman 2018                                            | الخامس في التصنيف العام     |
| 04 يناير 2019 | سباق الدراجات ضد الساعة للسيدات في بطولة نيوزيلندا 2019               | المركز الثاني               |